# Bernardo Ignacio Salduna
Bernardo Ignacio Ramón Salduna (n. 16 de agosto de 1945, en Buenos Aires) es un político, magistrado judicial y escritor de Argentina. Fue diputado nacional en los períodos 1983/1985 y 1987/1991. Desde junio de 2000 ocupa el cargo de vocal del Superior Tribunal de Justicia de Entre Ríos.

## Biografía
Nació en Buenos Aires pero residió la mayor parte de su vida en la ciudad de Concordia, provincia de Entre Ríos. En diciembre de 1970 se graduó como abogado en la Facultad de Ciencias Jurídicas y Sociales de la Universidad Nacional del Litoral, ejerciendo su profesión en Concordia, Federación y sus respectivas zonas de influencia. Afiliado de joven a la Unión Cívica Radical, en 1972 adhirió al Movimiento de Renovación y Cambio, línea interna que en el orden nacional lideraba Raúl Alfonsín.
De intensa actuación partidaria y social durante los años del Proceso de Reorganización Nacional,[cita requerida] en la apertura democrática de 1983 la Unión Cívica Radical de Entre Ríos lo postuló como candidato a diputado nacional en la lista encabezada por César Jaroslavsky, siendo electo en tal cargo en las elecciones generales del 30 de octubre de 1983 para el período 1983/1985. En 1985 el presidente Alfonsín lo designó como integrante del directorio de la empresa estatal Ferrocarriles Argentinos, cargo que ocupó hasta que en las elecciones del 6 de septiembre de 1987 fue elegido nuevamente diputado nacional, por el período 1987/1991.
Presidente del Comité Departamental de la UCR de Concordia en varias oportunidades, en 1991 fue precandidato a intendente de dicha ciudad. En 1993 el Congreso Provincial de la UCR de Entre Ríos lo eligió presidente de su mesa directiva, tocándole dirigir las difíciles sesiones que trataron la posición partidaria en el distrito sobre el Pacto de Olivos entre el líder de la UCR en el orden nacional, Raúl Alfonsín y el presidente Carlos Saúl Menem.
Con la llegada al gobierno provincial de la UCR, el gobernador Sergio Alberto Montiel lo designó -con acuerdo del senado- vocal del Superior Tribunal de Justicia de Entre Ríos, cargo en el cual se desempeña desde el 16 de junio de 2000 a la fecha, integrando la Sala Laboral del máximo organismo judicial provincial, de la cual fue presidente en los años 2003 y 2005. Asimismo, entre los años 2005 y 2007 fue presidente del Jurado de Enjuiciamiento de Entre Ríos, organismo constitucional encargado del juzgamiento y remoción de los jueces inferiores de la provincia.
La rebelión jordanista, Artigas y el Congreso de los Pueblos Libres y su Constitución de Entre Ríos. Comentada y anotada, con jurisprudencia y doctrina.